# You Come From Far Away
You Come from Far Away és una pel·lícula documental coproducció d’Egipte, Líban, Espanya i Qatar dirigida per Amal Ramsis sobre el seu propi guió que es va estrenar el 6 de novembre de 2018 a Tunísia.

## Argument
La pel·lícula tracta sobre Najati Sidqi (1905-1979) i la seva família, incloent a tres filles d'una mare jueva que arran de la Guerra Civil Espanyola van créixer dispersades en tres països amb tres idiomes distints. Sidqi va ser un sindicalista comunista nascut a Palestina, escriptor i traductor que parlava amb fluïdesa castellà, rus i francès a més de la seva llengua materna, que durant la Guerra Civil Espanyola va estar a Espanya i va escriure sobre el conflicte en periòdics àrabs i espanyols.

## Exhibició i comentaris
El film va ser exhibit durant l'edició 21a del Festival Internacional de Documentals i Curtmetratges de Ismailía i va ser elogiat per directors i públic. També va participar de l'edició 12a de Documentarista, l'únic festival de Cinema documental independent de Turquia que es va realitzar a Istanbul amb el patrocini dels consolats de Dinamarca, Països Baixos, Suïssa, Suècia i República Txeca així com de l'organització European Endowment for Democracy, Institut Goethe i altres entitats entre el 15 i el 20 de juny de 2019.
Amal Ramses va dir que per a ella “no és una pel·lícula sobre història, sinó sobre el present a través del retrat d'algunes persones que van pagar un preu alt tractant de fer del món un millor lloc per a viure.“

## Premis
Festival de Cinema de Cartago de 2018
- Guanyadora del Premi Tanit d'Argent a la Millor Pel·lícula Documental.

Festival Internacional de Documentals i Curtmetratges d'Ismailia, 21a edició de 2019.
- Guanyadora del Premi al Millor Llargmetratge Documental atorgat per la Federació Africana.
- Guanyadora del Premi de la Federació Internacional de Crítics de Cinema[5]